# Herfried Münkler
Herfried Münkler, né 15 aout 1951 à Friedberg, est un politologue allemand et professeur à l'université Humboldt de Berlin.

## Biographie
Après son Abitur 1970 à Friedberg, Münkler commence ses études à l'Université Johann Wolfgang Goethe de Francfort-sur-le-Main en matière germanistique, politologie et philosophie. Sa thèse sous la direction de Iring Fetscher traite de Nicolas Machiavel et la fondation de la pensée politique par la crise de la république florentine, un ouvrage qui fait autorité. Son deuxième écrit, l'habilitation universitaire, est publiée en 1987 par la maison d'édition S. Fischer sous le titre Im Namen des Staates: die Begründung der Staatsraison in der Frühen Neuzeit. Depuis 1992 Münkler est professeur à l'institut des sciences sociales, dénomination de la chaire: théorie de la politique. Il a refusé des nominations à l'université de Zurich et d'Augsbourg. 
Il est auteur des nombreuses monographies sur la théorie et l'histoire de la guerre.
Depuis 1983, il est marié avec Marina Münkler, professeur de littérature médiévale. Ils sont parents de deux enfants.

## Écrits (sélection)
- (de) Odysseus und Kassandra. Politik im Mythos. Frankfurt: Fischer Taschenbuch Verlag, 1990.  (ISBN 3-596-27433-8)
- Les guerres nouvelles, trad. de l'allemand par Catherine Obétais, Paris: Alvik éd., 2003.  (ISBN 2-914833-10-5)
- (de) Clausewitz’ Theorie des Krieges. Baden-Baden: Nomos, 2003.  (ISBN 3-8329-0163-9)
- (en) Empires: the logic of world domination from Ancient Rome to the United States, trad. Patrick Camiller, Cambridge, Polity, 2007  (ISBN 978-0-7456-3871-3).
- (de) Die Deutschen und ihre Mythen. Berlin: Rowohlt, 2008.  (ISBN 978-3-87134-607-1)
- (de) Der Dreißigjährige Krieg. Europäische Katastrophe, deutsches Trauma 1618–1648.Berlin: Rowohlt, 2017.  (ISBN 978-3-87134-813-6)

## Prix et récompenses
- 1995 : Médaille Martin Warnke